# 야와
야와는 대한민국의 남성 래퍼이다.